# Toronto, Kansas
Toronto är en ort i Woodson County i Kansas. Orten har fått sitt namn efter den kanadensiska staden Toronto. Vid 2010 års folkräkning hade Toronto 281 invånare.